# إميريك أونج
إميريك أونج (25 يناير 1991 بسنغافورة - ) هو لاعب كرة قدم سنغافوري في مركز الدفاع. لعب مع ليونز تويلف ونادي واريورز وهاوجانج يونايتد ويانج لايونز.

## روابط خارجية
- إميريك أونج على موقع قاعدة بيانات كرة القدم.إي يو (الإنجليزية)
- إميريك أونج على موقع Soccerway.com (الإنجليزية)